# ヘルジ・ハレヴィ
ヘルジ・ハレヴィ（ヘブライ語: הרצי הלוי、1967年12月17日 - ）は、イスラエルの軍人。第23代イスラエル国防軍参謀総長（2023年1月16日 - 2025年3月5日）。Herzi Halevi、ヘルツィ・ハレビと表記されることもある。

## 経歴
1985年にイスラエル国防軍へ徴兵後、空挺旅団に志願して分隊長などを務めた。1987年に士官候補生学校卒業後、小隊長として復帰し、南レバノンでの対ゲリラ作戦には、旅団の対戦車中隊長として従軍した。1993年には特殊部隊のサイェレット・マトカルに中隊長として配属され、2000年からの第2次インティファーダでは部隊を指揮して対処した。
2005年9月11日に第431地域旅団長、2007年8月22日に空挺旅団長となり、2009年のパレスチナ自治区のガザ地区への地上侵攻（キャストレッド作戦）などでの部隊指揮を執った。
2009年9月に准将（タット・アルーフ）に昇進し、2011年10月11日まで参謀本部諜報局の作戦部長を務めた。11月6日、第91師団長に就任し、同師団は2012年12月に優秀部隊として参謀総長賞を受賞した。2014年には国防軍指揮幕僚大学長に就任している。
2014年9月、少将（アルーフ）に昇進して参謀本部諜報局長に任命され、2018年6月6日には南部軍司令官となり、ガザ地区周辺でのイスラエル国防軍の活動を指揮した。2019年11月、パレスチナのイスラム主義武装組織イスラーム聖戦のバハ・アブー・アル＝アタ司令官殺害を受けてテルアビブへのロケット弾攻撃が行われると、報復としてガザ地区への空爆を行う、黒帯作戦が実施され、ハレヴィは作戦期間中、南部軍の指揮を執った。
2021年7月11日、国防軍副参謀総長に任命され、2022年9月4日にベニー・ガンツ国防相から第23代国防軍参謀総長に推薦された。10月23日にイスラエル政府が承認、2023年1月16日、アヴィヴ・コハヴィ中将の後任として参謀総長に就任した。
2023年10月7日に対パレスチナ戦争が勃発し対応にあたったが、同年12月にガザ地区にてハマースの人質になっていたイスラエル人3人を国防軍が誤って射殺した問題について責任を負うと表明。また2024年5月12日の戦没者追悼記念日には、戦争の直接の原因であるガザ地区からの奇襲攻撃から民間人を守れなかった責任を負うとも表明した。このほかネタニヤフ内閣の極右政党出身の閣僚からはハレヴィが最大限の実力行使を行わない、あるいは行えないことに対する批判が噴出した。2025年1月21日、ハレヴィは奇襲作戦を防げなかった責任をとるとして、同年3月6日に参謀総長を辞任すると表明した。3月5日に参謀総長を退任した。

## 栄典
|  |  |  |

| 第二次レバノン戦争従軍リボン | 南レバノン紛争従軍リボン | 境界防衛作戦従軍リボン |